# Malakka (stad)
Malakka of Malacca (Maleis: Melaka), officieel Melaka Bandaraya Bersejarah is een historische kuststad in Maleisië en hoofdstad van de gelijknamige deelstaat Malakka en gemeente (majlis bandaraya; gemeenteraad). De gemeente heeft circa 485.000 inwoners. Volgens Maleise Kiescommissie was in 2008 zo'n 62% van de bevolking Chinees. 
De stad is gelegen in het zuidwesten van het schiereiland Malakka aan de Straat Malakka, zo'n 80 km van het vasteland van Sumatra. Tegenwoordig speelt de stad geen belangrijke rol meer voor de zeevaart omdat grote zeeschepen te veel diepgang hebben om de haven te kunnen gebruiken. Sinds 2008 is er UNESCO-bescherming voor het historische gedeelte van 45,30 hectare. 

## Geschiedenis

### Sultanaat van Malakka
Malakka is gesticht door Parameswara, een Srivijayaanse prins die in 1396 uit Sumatra kwam. Hij bekeerde zich in 1414 tot de islam en stichtte het Sultanaat van Malakka om te kunnen concurreren het Majapahitrijk. Wat begon als een vissersdorp, groeide toen uit tot de belangrijkste haven in de regio. De stad vervulde een sleutelrol in de specerijenhandel en fungeerde tijdens de twee moessons als pleisterplaats voor de handel tussen China en India. Door haar strategische ligging was Malakka een belangrijke tussenstop voor Zheng He's spectaculaire ontdekkingsvloot. In Malakka vestigden zich vele Chinezen, die later bekend werden als de Zeestraat-Chinezen of de Peranakan; deze aanduiding wordt in het Maleis algemeen gebruikt voor ter plaatse geboren Chinezen. De Peranakan verspreidden zich vervolgens over andere nederzettingen in de streek, waaronder Singapore.

### Portugees
Malakka werd op 24 augustus 1511 onder leiding van generaal Alfonso d'Albuquerque door de Portugezen bezet en werd een strategische basis voor verdere Portugese gebiedsuitbreiding in Oost-Indië. De Jezuïetische missionaris Franciscus Xaverius verbleef in 1545, 1546 en 1549 enkele maanden in de kolonie.

### Nederlands

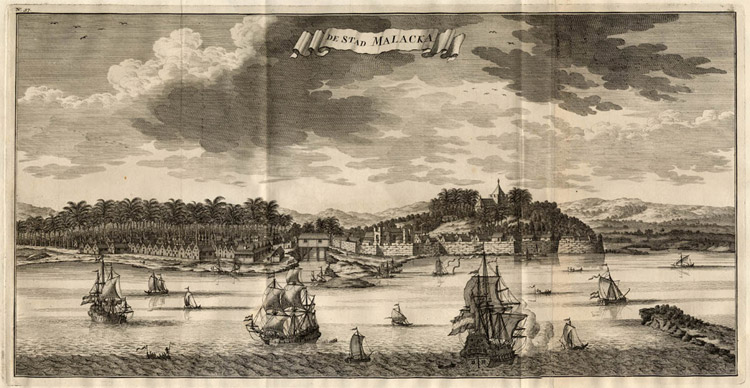
Malakka in 1724-26, uit François Valentijn.

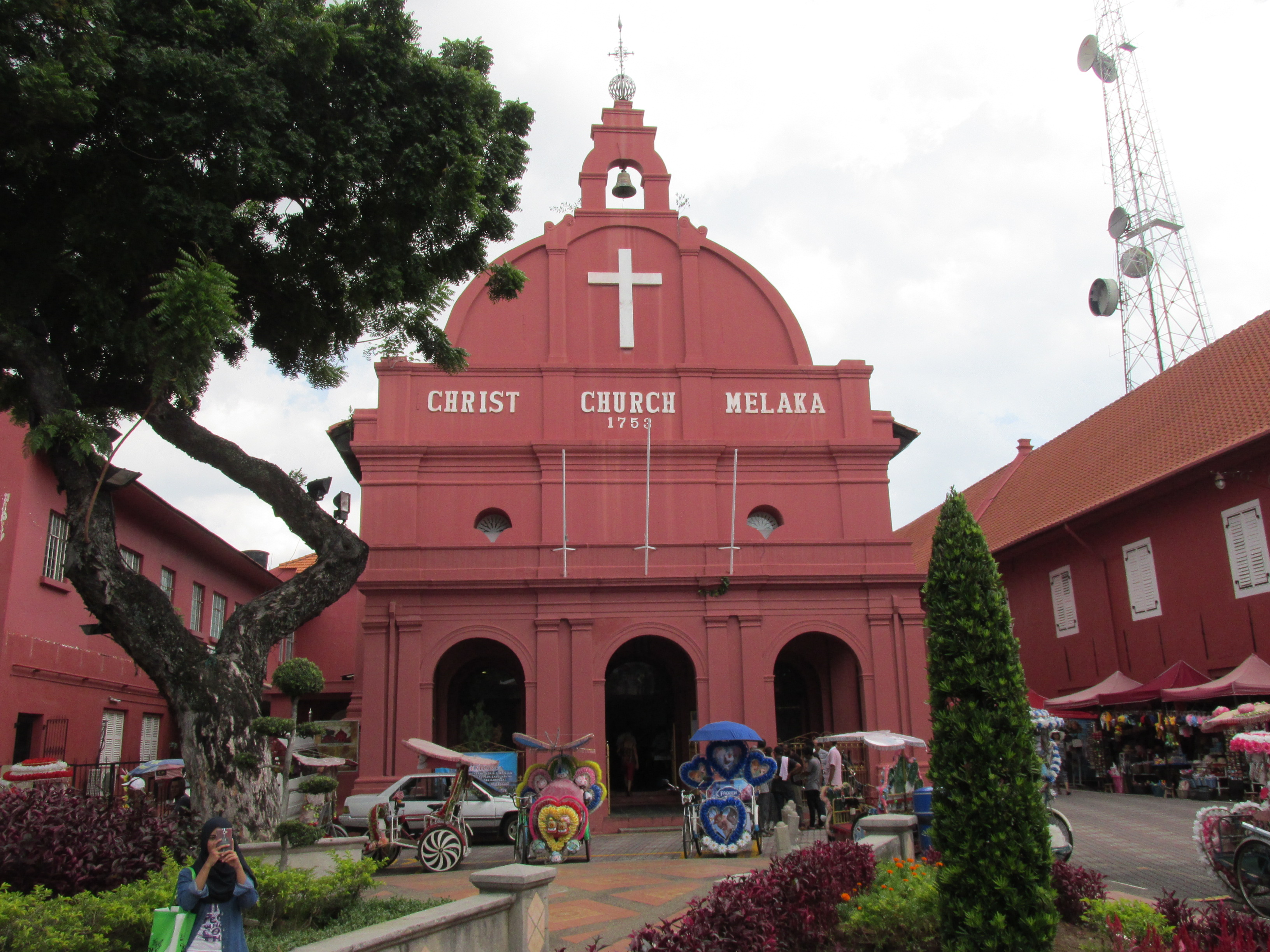
De Christuskerk van Malakka.

De Nederlanders zagen ook het strategisch belang in van de Straat van Malakka. Al in 1606 sloot Cornelis Matelieff de Jonge van de VOC een verdrag met de sultan van Johor om Malakka te belegeren en bij succes zou de stad aan de VOC toekomen. Na een aantal vergeefse pogingen de stad in te nemen werden de Portugezen uiteindelijk in 1641, met behulp van de sultan van Johor, verslagen. De Nederlanders namen de stad in. Er zijn nog steeds architectonische overblijfselen te zien van de Nederlandse tijd, waaronder het Stadhuys. Ook zijn er nog afstammelingen te vinden van Nederlandse immigranten.
Malakka werd het centrum van de handel op het Maleisische schiereiland, maar verloor haar belang in de internationale handel. Batavia was de stad waar de Nederlanders de handel concentreerden. Toen de Fransen Holland in 1795 bezetten, gaf de verbannen stadhouder Willem van Oranje opdracht dat alle Nederlandse koloniale bezittingen overgedragen moesten worden aan de Britten, bondgenoten van Holland, gedurende de oorlog met Frankrijk. In 1824 is de kolonie aan de Engelsen overgedragen. Het betreffende Brits-Nederlandse traktaat staat bekend als het Verdrag van Londen.

### Brits
Van 1826 tot 1946 werd Malakka eerst bestuurd door de Britse Oost-Indische Compagnie en later als een kroonkolonie. Het maakte deel uit van de Straits Settlements, samen met Singapore en Penang. Na de ontbinding van deze kroonkolonie in 1946, werd het samen met Penang onderdeel van de Maleisische Unie, in 1957 van de onafhankelijke Federatie van Maleisië en in 1963 van Maleisië.

## Bezienswaardigheden

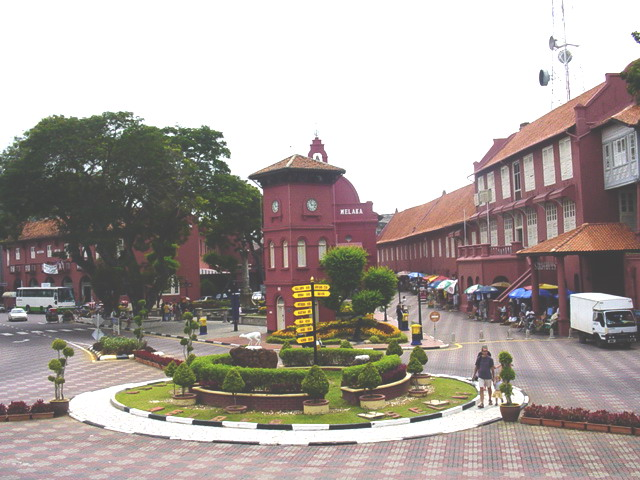
Het Stadhuys aan de Dutch square

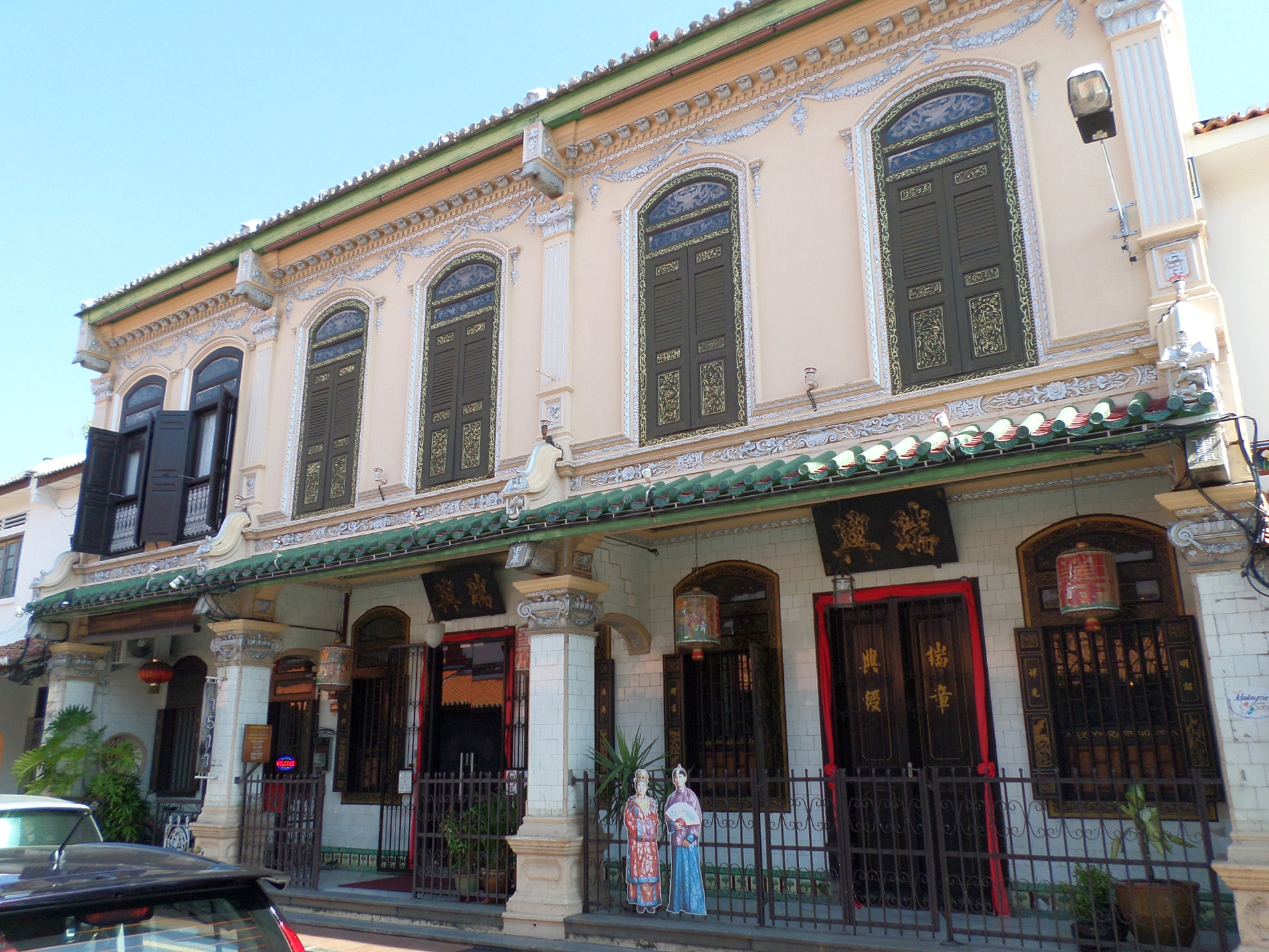
Baba Nyonya Heritage Museum in Chinatown

Malakka is een belangrijke toeristische trekpleister, vooral vanwege de koloniale en postkoloniale bezienswaardigheden.

### Nederlandse of rode plein
In de oude binnenstad vindt men nog veel terug uit het Nederlandse koloniale verleden.
Op het Nederlandse plein, in de volksmond het rode plein geheten, bevindt zich bijvoorbeeld nog de rood-witte kerk genaamd Christ Church (oorspronkelijk een Nederlands-Hervormde kerk), die nu tot de Anglicaanse Kerk toebehoort. Deze kerk is in 1750 gebouwd.
In de directe nabijheid van de Christ Church is het vroegere stadhuis van Malakka, genaamd het Stadhuys, gelegen. Het Stadhuys is in 1650 gebouwd en wordt algemeen beschouwd als het oudste Nederlandse bouwwerk in Azië. Anno 2005 is er een historisch en etnografisch museum gevestigd. In dit museum vindt de bezoeker attributen uit en informatie over de koloniale tijd, die worden gepresenteerd vanuit een niet-westers gezichtspunt. Ook is een kleiner deel van het museum ingericht met Maleisische kleding en gebruiksvoorwerpen uit verschillende tijden.

### Chinatown
In Malakka is een zeer goed bewaard gebleven Chinatown te vinden, met veel Chinese bouwwerken. In een goed bewaard oud Chinees woonhuis is anno 2005 het Baba Nyonya Heritage Museum gehuisvest. In dit museum kan men een goede indruk krijgen van de manier van leven van vroegere Chinese families.
In Chinatown zijn ook een aantal Chinese tempels die bezocht kunnen worden, onder andere de in 1645 gestichte Cheng Hoon Tengtempel. Die tempel wordt algemeen beschouwd als de oudste Chinese tempel in Maleisië.

### Overige bezienswaardigheden
Andere bezienswaardigheden zijn onder meer: 
- A Famosa (Portugees fort)
- Bukit China (begraafplaats op de Chinese heuvel)
- Fort Sint-Jan (Portugees-Nederlands fort)
- grafmonument van Hang Jebat
- grafmonument van Hang Kasturi
- Kampung Hulumoskee (ca. 1724)
- Kampung Kelingmoskee
- onafhankelijkheidsmonument
- Put van Hang Li Poh ook wel Sultansput (1459; waterput)
- Sint-Franciscus Xaveriuskerk (1856; neogotische Rooms-katholieke kerk)
- Sint-Pauluskerk (ruïne)
- Sint-Pieterskerk (1710; Rooms-katholieke kerk)

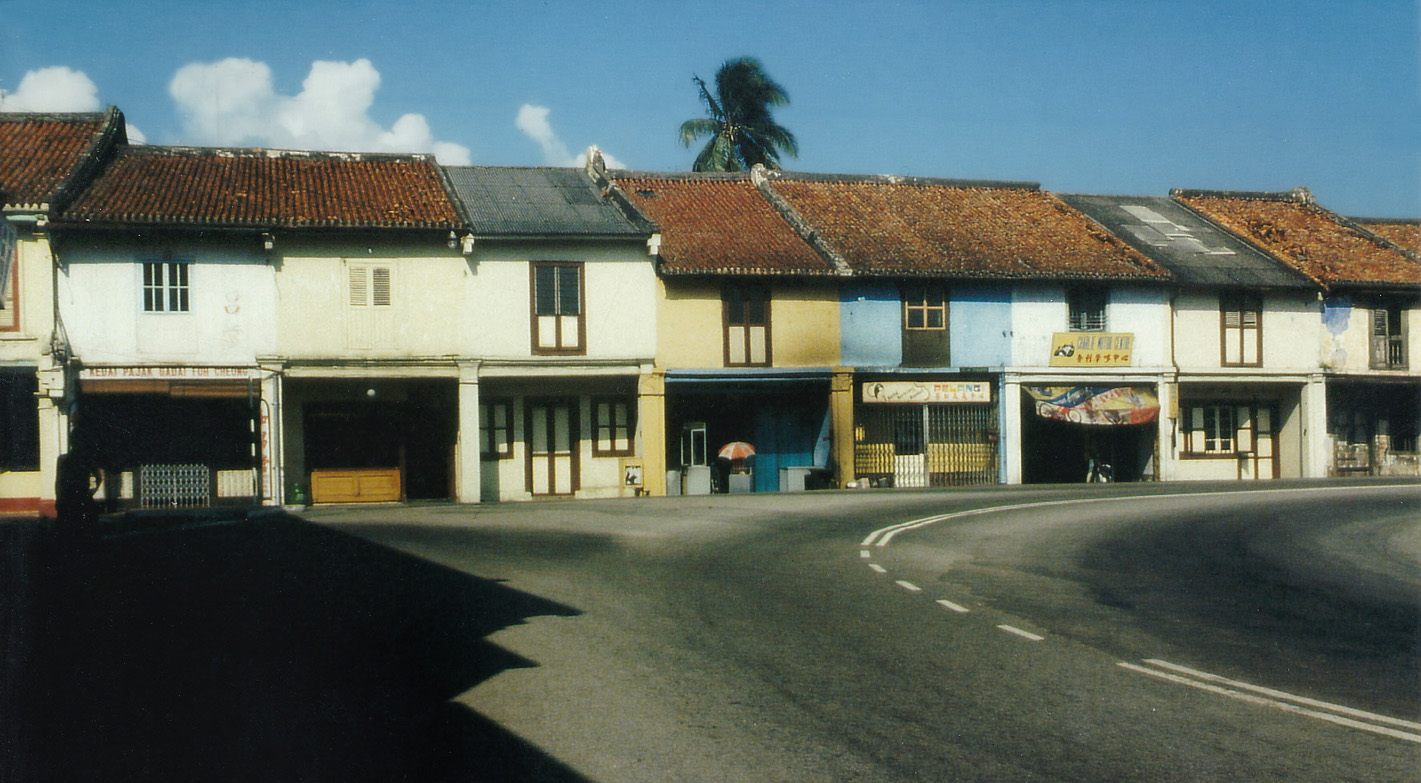
Huizen in Malakka

- Tranquerahmoskee (1728)
- Victoriafontein

## Geboren
- Herman Neubronner van der Tuuk  (1824-1894; taalkundige en Bijbelvertaler)

## Universiteiten
Malakka kent drie universiteiten:
- MARA University of Technology (UiTM)
- University of Malaya Melaka
- Multimedia University

## Transport
- Tampin, een stad zo'n 30 km ten noorden van Malakka, is het dichtstbijzijnde treinstation.
- De dichtstbijzijnde afslag van de Maleisische noord-zuidsnelweg is de Ayer Keroh.
- Malakka heeft een busstation met regelmatige busdiensten naar Kuala Lumpur, Johor Bahru en andere plaatsen in Maleisië en Singapore.
- Malakka heeft ook een vliegveld Batu Berendam Airport waar hoofdzakelijk chartervluchten van binnen de regio gebruik van maken.